# IC 2184
IC 2184 ist ein Paar kollidierender Spiralgalaxien im Sternbild Giraffe am Nordsternhimmel, die schätzungsweise 166 Millionen Lichtjahre von der Milchstraße entfernt ist. Die einzelnen Komponenten haben Durchmesser von etwa 45.000 bzw. 40.000 Lichtjahren, das Gesamtsystem von etwa 65.000 Lichtjahren. Wir sehen die Galaxien als Edge-On-Objekt, d. h. von der Seite her. Das System wurde früher als unregelmäßige oder besondere Spiralgalaxie klassifiziert.
Entdeckt wurde das Objekt am 24. Januar 1900 von Guillaume Bigourdan.